# Muzică acustică
Muzica acustică cuprinde muzica care numai sau în primul rând folosește în întregime instrumente care produc un sunet prin mijloace acustice, spre deosebire de mijloacele electrice sau electronice. Retronimul "muzicii acustice" s-a născut după apariția instrumentelor electrice, cum ar fi chitara electrică, viorile electrice, orgile electrice și sintetizatorul. Interpreții de muzică acustică adesea își cresc volumul sunetului de ieșire, folosind amplificatoare electronice. Cu toate acestea, aceste dispozitive de amplificare rămân separate de instrumentul amplificat, reproducînd cu precizie un sunet natural. Adesea, un microfon este plasat în partea din față a unui instrument acustic, care este apoi legat prin fir de un amplificator. 
În urma popularității în creștere a spectacolelor de televiziune MTV Unplugged, în timpul anilor 1990, spectacole acustice (deși în cele mai multe cazuri amplificate tot electric) de către muzicieni care de obicei se bazau pe instrumente electronice, au devenit colocvial denumite ca spectacole "unplugged". Scriind pentru revista Splendid, criticul de muzică, Craig Conley sugerează, "Când muzica este etichetată drept acustică, unplugged, sau fără cablu, presupunerea pare a fi faptul că alte tipuri de muzică sunt aglomerate de tehnologie și de supraproducție și, prin urmare, nu sunt la fel de pure."